# Особая следственная комиссия по расследованию злодеяний большевиков
Осо́бая сле́дственная коми́ссия по рассле́дованию злодея́ний большевико́в была создана по распоряжению Главнокомандующего ВСЮР генерала А. И. Деникина и работала на Юге России в годы Гражданской войны, выполняя задачи судебные, связанные с расследованием деятельности большевиков, и научно-административные, заключавшиеся в изучении и раскрытии сущности большевизма. На начальном этапе занималась расследованием таких преступлений, как массовые убийства заложников в Пятигорске осенью 1918 года.
Была образована 31 декабря 1918 года соответствующим приказом А. И. Деникина. Положение о создании и деятельности этой комиссии было подписано им 4 апреля 1919 года в Екатеринодаре. Через год комиссия перешла в подчинение генерала П. Н. Врангеля.
Комиссия руководствовалась последним Уставом уголовного судопроизводства Российской империи 1914 года. Она имела право вызывать и допрашивать потерпевших и свидетелей, производить осмотры, обыски, выемки, освидетельствования и другие следственные действия. Протоколы Комиссии имели силу следственных актов.

## История образования комиссии
Комиссия была создана в соответствии с приказом Главнокомандующего ВСЮР от 31 декабря 1918 года. Проект её создания принят Управлением юстиции ещё 21 декабря 1918 г. «На комиссию было возложено собирание материалов о зверствах большевиков на Юге России, обработка и широкая пропаганда собранных материалов как в России, так и за границей». Представители стран Согласия оказали поддержку идее создания Особой следственной комиссии по расследованию злодеяний большевиков.
Во главе Комиссии был поставлен известный московский юрист и общественный деятель, член кадетской партии, действительный статский советник Г. А. Мейнгардт (Мейнгард). Писатель-историк В. Чичерюкин-Мейнгардт считает, что большой долей вероятности можно утверждать, что его генералу А. И. Деникину не только представил, но и рекомендовал на пост председателя Комиссии В. И. Челищев — управляющий министерства юстиции правительства Юга России, он хорошо знал Мейнгардта по их совместной службе в Москве.
4 апреля 1919 года главнокомандующим ВСЮР Генерального штаба генерал-лейтенантом А. И. Деникиным было утверждено постановление Особого совещания о включении Особой комиссии по расследованию злодеяний большевиков в число учреждений, состоящих при главнокомандующем ВСЮР.
8 апреля 1919 г. главнокомандующим ВСЮР были утверждены «Положение об Особой комиссии по расследованию злодеяний большевиков» и её штат в составе 17 человек.

### Состав комиссии
Возглавлял Особую комиссию её председатель, которого могли замещать два товарища (заместителя). В состав Комиссии, кроме всего состава следственного органа, входили пять членов-общественных деятелей, по одному члену от штаба главнокомандующего ВСЮР, от части Генерального штаба Военного управления, от Военно-судной части, от Управления внутренних дел по государственной страже, Иностранных дел, Управления Юстиции и от Отдела пропаганды.
Общее собрание Комиссии считалось состоявшимся в случае участия в этом собрании председателя и не менее половины состава следственного органа.

### Задачи комиссии
- Судебная, заключавшаяся в расследовании деятельности большевиков[1].
- Научно-административная, заключавшаяся, главным образом, в раскрытии сущности большевизма[1].

Как свидетельствуют доктора исторических наук Ю. Г. Фельштинский и Г. И. Чернявский, внимание комиссии было сосредоточено на выявлении сведений о политике и конкретных мероприятиях советских властей и организаций, направленных на уничтожение демократических организаций и замену их насильственным путём «советскими организациями, основанными на диктатуре меньшинства».
Комиссия также расследовала деятельность большевиков, связанную с ликвидацией «органов судебной власти, регулируемых законом», и подмену их «безответственными трибуналами» при руководстве «революционной совестью». Последствия этой подмены «уничтожение организованной, юридически подготовленной» судебной защиты — также было весьма важным направлением расследования.
В сферу внимания Комиссии входили вопросы социально-экономического характера, в том числе «национализации, конфискации, реквизиции, контрибуции», «деморализация рабочего класса», «сокращение производительности труда», «принудительные способы проведения коммунистических начал вообще и диктатуры пролетариата, в частности», «принуждение к унизительным и не в меру тяжелым работам, лишение продовольственного пайка».
Особой Комиссии было поставлено в задачу заниматься также расследованием деятельности большевиков в духовно-политической сфере — ликвидацией принципа свободы совести и гонениями против церкви и её служителей, уничтожением свободы слова и собраний, ликвидацией неприкосновенности личности.
Как отмечают авторы работы «Красный террор в годы гражданской войны. По материалам Особой следственной комиссии по расследованию злодеяний
большевиков», организаторы Комиссии считали принципиально важным расследовать факты привлечения к управлению страной лиц с уголовным прошлым, а также — лиц без элементарного образования, зачастую алкоголиков и наркоманов.
В целом задачи Комиссии можно выразить выявлением характера «общего террора», а также — «индивидуального террора как способа возмездия и устрашения».

### Программа деятельности комиссии
I. Мероприятия большевиков, направленные к уничтожению демократических общественных организаций и к водворению на их место, насильственным путём, советских организаций, основанных на диктатуре меньшинства. (Разгон органов местных самоуправлений, избранных на основе всеобщего избирательного права.)
II. Уничтожение органов судебной власти, регулируемых нормами закона, и замена их безответственными трибуналами, руководящимися «революционной совестью». (Выяснение порядка этой замены и результатов её. Уничтожение организованной, юридически подготовленной защиты.)
III. Уничтожение установленной системы народного образования и введение «демократической школы» без требования соответствующей подготовки. (Выяснение результатов этой замены.)
IV. Провозглашение принципа свободы совести и наряду с этим гонение против Церкви и её служителей. (Поругание храмов, глумление над мощами, иконами, священными предметами, разгон и расстрел крестных ходов, массовое уничтожение духовенства и пр.)
V. Уничтожение коренных основ семьи. (Социализация женщин и детей.)
VI. Уничтожение свободы слова. (Закрытие всех периодических изданий, кроме официозных и коммунистических.)
VII. Уничтожение свободы союзов и собраний. (Разгоны и расстрелы инакомыслящих собраний, борьба с кооперативами и пр.)
VIII. Уничтожение неприкосновенности личности. (Обыски, аресты.)
IX. Экономические мероприятия:
1. Аграрная политика.
2. Национализация недвижимого имущества, торговли, банков, страхового дела, фабрично-заводских предприятий, железных дорог и пр.
3. Конфискации, реквизиции и контрибуции.
4. Рабочая политика (деморализация рабочего класса, сокращение рабочего дня, увеличение заработной платы за физический труд и в связи с этим сокращение производительности труда).

X. Принудительные способы проведения коммунистических начал вообще и диктатуры пролетариата, в частности.
1. Массовое уничтожение своих идейных врагов из числа мирного населения — интеллигенции, буржуазии, казачества и всяческое их угнетение. (Принуждение к унизительным и не в меру тяжелым работам, лишение продовольственного пайка и пр.)
2. Общий террор.
3. Индивидуальный террор как способ возмездия и устрашения.

XI. Противоречия между программными обещаниями коммунистов и действительным их осуществлением.
XII. Характеристика руководителей центральной власти и исполнителей на местах. (Образовательный ценз, возраст, уголовное прошлое, болезненная наследственность, морфинизм, кокаинизм, алкоголизм и пр.)
Способы достижения ими власти (насильственный захват власти, подкуп и пр.).

## Деятельность Комиссии
В начале своей деятельности Особая комиссия основное внимание направляла на расследование действий карательных органов советской власти, устанавливала обстоятельства казней и расстрелов российских граждан, осуществлявшихся ВЧК и отрядами Красной армии при проведении политики Красного террора. Проводилось медицинское освидетельствование и опознание с помощью родственников и знакомых погребенных в общих могилах, штольнях останков казненных граждан, осуществлялся опрос свидетелей в связи с выяснением обстоятельств гибели или исчезновения людей. По этим материалам было опубликовано более 40 расследований.
Впоследствии Особая комиссия не ограничивалась расследованием действий карательных органов советской власти, она собирала сведения о деятельности учреждений советской власти в области судопроизводства, народного образования, экономики, отношения к религии с целью доказательства антигосударственной деятельности большевизма и разрыва между обещаниями власти и её конкретными действиями. Обследование проводилось в соответствии со специально разработанными программами по отдельным направлениям государственной деятельности. В январе 1920 года в памятной записке председателя Особой комиссии были обозначены задачи комиссии именно в этом направлении.
В функции Комиссий входил не только сбор информации и её распространение. Задача Комиссии определялась следующим образом: «Все материалы, заключающие указания на преступные деяния и виновность отдельных лиц, Особая комиссия сообщала подлежащим следственным и судебным властям». Собранные сведения становились основой для последующих судебных расследований.
Предполагалась организация открытых политических процессов для изобличения «преступной деятельности лиц, заливших кровью и разоривших страну и поправших все начала законности и свободы».

## Критика деятельности комиссии
Некоторые историки подвергают сомнению достоверность некоторых фактов и событий, изложенных в материалах «Особой комиссии» Деникина. Так, редакторы сборника «Красный террор в годы Гражданской войны» Ю. Г. Фельштинский и Г. И. Чернявский пишут:

Разумеется, в условиях ожесточенной гражданской войны в России деятельность Особой комиссии не могла не оказаться под глубоким влиянием политических взглядов и настроений антибольшевистских деятелей Вооруженных сил Юга России и связанных с деникинской армией гражданских лиц широкого партийного спектра от правых монархистов до левых кадетов. Такой политический настрой, означавший «презумпцию виновности» большевиков, по-видимому предопределил некоторые неточности и преувеличения в описании отдельных конкретных фактов большевистского террора. Обращает на себя внимание, что в ряде документов Особой комиссии более или менее откровенно прослеживаются нотки русского великодержавного шовинизма, в частности антисемитские настроения её членов, весьма распространенные в деникинской армии.

Более скептически высказывается историк Ю. И. Семёнов:

… Что касается материалов созданной Деникиным комиссии по расследованию деяний большевиков, то данное учреждение менее всего было заинтересовано в установлении истины. Её цель — антибольшевистская пропаганда. Кстати сказать, белогвардейские пропагандисты так перестарались с обличением большевистских зверств, что, когда вскрылась лживость многого из сказанного ими, общественное мнение Запада было склонно вообще не верить ничему плохому о большевиках. Этим объясняется то недоверие, с которым отнеслись интеллигенты Запада к вестям о сталинских процессах 30-х годов.

Историк Л. И. Футорянский считает, что «характер этих, так называемых, документов весьма сомнителен», и по современным стандартам сборник такого рода материалов не мог бы претендовать называться научным изданием. Он отмечает, что данные Освага преувеличены и, по свидетельству очевидца, этим следственным органом поощрялась клевета на Советскую власть и ЧК.
Историк и журналист Армен Гаспарян считает, что в изложении фактов Особая комиссия по расследованию злодеяний большевиков была беспристрастна.

## Вероятные филиалы Комиссии и аналогичные организации
Как пишет В. Чичерюкин-Мейнгардт, Комиссии, которую возглавлял Г. А. Мейнгардт, могли подчиняться и другие Комиссии, проводившие аналогичные расследования в других городах в течение более или менее продолжительного времени. В частности такую Комиссию в Киеве возглавлял генерал Рерберг.
Писатель упоминает, что Комиссии, аналогичные Комиссии Г. А. Мейнгардта действовали и на Востоке и Северо-Западе России. Известна работа следователя Н. А. Соколова и генерал-лейтенанта М. К. Дитерихса «по расследованию обстоятельств убийства Царской Семьи».

## Результаты деятельности Комиссии
За время работы Комиссия составила более 150 дел, сводок, отчетов о массовых казнях, надругательствах над святынями Русской Православной Церкви, убийствах мирных жителей, других фактах красного террора. Они составили основу сборника «Красный террор в годы Гражданской войны» (под ред. Ю. Фельштинского и Г. Чернявского), выдержавшего два издания (Лондон, 1992; Москва, 2004).

### Судьба документов Комиссии
Во время отступления ВСЮР осенью-зимой 1919 года, явившегося следствием неудачи Похода на Москву, глава Комиссии Г. А. Мейнгардт доставил документы своей Комиссии в Новороссийск, где они были погружены на пароход и отправлены в Константинополь. Сам же председатель отправился в Крым, где продолжил свою работу: после ухода генерала Деникина с поста Главнокомандующего ВСЮР Комиссия была переподчинена его преемнику — Генерального штаба генерал-лейтенанту барону П. Н. Врангелю.
Ещё до эвакуации Русской Армии из Крыма в декабре 1920 года, Г. А. Мейнгардт отбыл в Константинополь. В 1920—1922 годах со своей семьей он жил на острове Антигона вблизи Константинополя. В 1922 года, когда турецкий лидер Мустафа Кемаль Ататюрк стал высылать из страны русских беженцев, Мейнгардт эмигрировал во Францию и поселился в Париже. Работая кассиром в банке, он по мере сил продолжал работать с собранными материалами. Впоследствии их передали в замок в Венсене, где они хранились вплоть до Второй мировой войны.
Документы Особой комиссии сегодня хранятся преимущественно в Архиве Народно-трудового союза во Франкфурте-на-Майне.

## Актуальность и последствия расследований Особой комиссии
В. Чичерюкин-Мейнгардт считает актуальным опыт расследований Комиссии уже потому, что до сих пор в постсоветской России не даны официальные политические, а также — нравственные оценки Февральскому и Октябрьскому государственным переворотам, а также — целенаправленной деятельности большевиков по разжиганию Гражданской войны, и такому беспрецедентному явлению, как красный террор времен Гражданской войны. Красный террор, как пишет В. Чичерюкин-Мейнгардт, открыл дорогу и послужил фундаментом для всех последующих репрессивных кампаний советского режима, включая искусственный голод и сталинский большой террор.

Знакомство с работой Особой следственной комиссии показывает преступную, бесчеловечную сущность советского режима, который в дальнейшем принял название государственного образования под названием СССР.

Во многом благодаря Особой следственной комиссии по расследованию злодеяний большевиков в начале 1920-х годов была обнародована цифра в 1,7 млн человек жертв красного террора.
Некоторые фотографии из сделанных Комиссией были воспроизведены в книге генерал-майора князя П. М. Бермондта-Авалова «В борьбе с большевизмом» уже в 1920-х годах. Фрагменты из документального фильма «Зверства ЧК» были включены в хроникальный фильм С. С. Говорухина «Россия, которую мы потеряли».
Говоря о материалах Особой комиссии, Ю. Г. Фельштинский и Г. И. Чернявский пишут в предисловии в своей работе:

Мы полагаем, что издание документов о красном терроре в России особенно актуально в наши дни, когда стремящиеся к реваншу, к восстановлению тоталитарного режима экстремистские коммунистические и прокоммунистические силы оказываются в состоянии с помощью демагогии повести за собой не только значительную часть парламента, но и измученные слои населения, с тоской вспоминающие о том времени, когда они вовремя получали свою жалкую зарплату и жили в отапливаемых зимой стандартных квартирах. Символом такого реванша является решение Государственной Думы, рекомендующее восстановить на Лубянской площади в Москве памятник Ф. Э. Дзержинскому — когда-то всесильному руководителю карательной службы — ВЧК, одному из главных виновников кровавого террора, которого теперь представляют как покровителя детей-сирот. Памятник собираются восстанавливать как «символ борьбы с преступностью».
Поистине, надо обладать куриной памятью, чтобы забыть те зверства и преступления, которые творило возглавлявшееся Дзержинским ведомство!
Преступления против человечности, как определил характер подобных деяний Международный суд над главными немецкими военными преступниками — «первый в истории суд победившей цивилизации над криминально-агрессивным варварством», — не могут быть забыты.